# Овіній Галлікан
Овіній Галлікан (*Ovinius Gallicanus, д/н — після 317) — державний діяч Римської імперії.

## Життєпис
Про походження обмаль відомостей. У 293—300 роками був куратором міста Теана в Кампанії. З 4 серпня 316 року до 15 травня 317 року обіймав посаду міського префекта Риму. У 317 році стає консулом (разом з Цезонієм Бассом). За одними відомостями вони не вступали на посаду до 17 лютого, за іншими виконували свої обов'язки вже у січні.
Деякі дослідники ідентифікували з Галліканом, згадуваним у «Книзі римських понтифіків», що зробив дар церкви святих Петра, Павла і Іоанна Хрестителя в Остії. Інші вважають тотожнім до Св. Галлікана, що служив у Франкії, а за часів імператора Юілана пішов у відставку та став ченцем в Єгипті.